# 犹大之吻 (乔托)
《犹大之吻》（Bacio di Giuda）又名《基督被捕》（Cattura di Cristo），是乔托的一幅湿壁画，高200厘米，宽185厘米，绘制于1303-1305年，位于帕多瓦的斯克罗威尼小堂面向祭坛的右墙上，是基督生平组画的一部分。
这幅画是组画中最著名的画作之一，场景设置在户外。虽然人物众多，但由于设计了三只手臂水平横向穿过画面，和犹大的黄色长袍，将中心区域突出出来。耶稣和犹大之间的对视，产生了戏剧的效果。
尽管这是一个传统题材，但乔托的创新，引入了非同寻常的心理和戏剧张力。